# Tosana niwae
Tosana niwae – gatunek ryby z rodziny strzępielowatych, jedyny przedstawiciel rodzaju Tosana.

## Występowanie
Zachodnia część Oceanu Spokojnego, od Japonii do Morza Południowochińskiego.

## Charakterystyka
Dorasta do 16 cm długości.